# Jerzy Śpiewak
Jerzy Stanisław Śpiewak (ur. 21 października 1954 w Tychach, zm. 14 grudnia 2015 tamże) – polski ekonomista i samorządowiec, w latach 1990–1991 prezydent Tychów.

## Życiorys
Syn Stanisława i Cecylii. W młodości grał w zespole AZS, później został działaczem GKS Tychy. W okresie studiów działał w Duszpasterstwie Akademickim przy parafii św. Marii Magdaleny. W 1977 został absolwentem Akademii Ekonomicznej w Katowicach, dyplom magistra ekonomii uzyskał w 1977 roku. W okresie studiów zaangażowany w Duszpasterstwie Akademickim przy parafii św. Marii Magdaleny. Zawodowo związany z przemysłem węglowym.
Związał się z Komitetem Obywatelskim „Solidarności”, w 1990 wybrano go do rady miejskiej Tychów. Od lata 1990 do 19 września 1991 sprawował funkcję prezydenta miasta, po rezygnacji zastąpił go Franciszek Kotulski. Za jego kadencji od Tychów oddzielono część terenów, w tym Bieruń, Lędziny, Bojszowy, Kobiór i Wyry.
17 grudnia 2015 pochowano go na cmentarzu przy ul. Nowokościelnej w Tychach.